# Miłosna pułapka (film 2008)
Miłosna pułapka (ang. Fatal Kiss) – amerykańsko-kanadyjski thriller z 2008 roku.

## Fabuła
Piękna Francis Sweete uwodzi bogatych mężczyzn i skłania ich do ślubu. Po ślubie namawia męża, aby zapisał jej w testamencie cały majątek. Potem pozoruje nieszczęśliwy wypadek i dziedziczy majątek. Jej następną ofiarą ma być Nicholas Landon, wdowiec i bogaty prawnik.

## Główne role
- Blanchard Ryan (Francis Sweete),
- Rick Ravanello (Nicholas Landon),
- Sonja Bennett (Teresa),
- Kevin McNulty (Daniel Nash),
- Dolores Drake (pani Spencer),
- Kurt Max Runte (Allan Stone),
- Keith Martin Gordey (detektyw Peters)